# Crvena ribizla
Crvena ribizla (Ribes rubrum) je član roda Ribes u familiji ogrozda. Ona vodi poreklo iz Evrope. Vrste su široko kultivisane a odbegle su i u divljinu u mnogim regijama.
Ribes rubrum je listopadni žbun koji normalno raste do 1-1,5 m visine, ponekad i do 2 m, sa petokrakim listovima spiralno uređenim na stabljici. Cvetovi su neupadljivo žuto-zeleni, u klatnu 4 - 8 cm grozda, koji sazrevaju u svetlo crvene prozirne jestive bobice sa 8 - 12 mm u prečniku, sa 3–10 bobica u svakom grozdu. Jedan uspostavljeni grm može da proizvede 3 - 4 kg bobica od sredine do kraja leta.

## Kultivacija
Postoji još nekoliko sličnih vrsta koje su poreklom iz u Evrope, Azije i Severne Amerike, koje su takođe jestivo voće. Time su obuhvaćeni Ribes spicatum (severna Evropa i severna Azija), Ribes alpinum (severna Evropa), R. schlechtendalii (severoistočna Evropa), R. multiflorum (jugoistočna Evropa), R. petraeum (jugozapadna Evropa) i R. triste (Severna Amerika; Njufaundland do Aljaske i južno u planinama).
Dok su Ribes rubrum i R. nigrum poreklom iz severne i istočne Evrope, krupni kultivari crvene ribizle prvi put su proizvedeni u Belgiji i severnoj Francuskoj u 17. veku. U moderno doba odabrani su brojni kultivari; neki od njih su odbegli iz vrtova i mogu se naći u divljini širom Evrope i šire se u Aziju.
Bela ribizla je isto tako kultivar Ribes rubrum. Mada je to slađa i albino varijanta crvene ribizle, a ne zasebna botanička vrsta, ona se pokekad prodaje pod imenima kao što su Ribes sativum ili Ribes silvestre, ili je u prodaji kao različito voće.
Grmovi ribizle preferiraju delimičnu do potpune sunčanosti, i mogu da rastu na većini vrsta tla. To su biljke koje zahtevaju relativno malo održavanja i mogu se koristiti kao ukras.

### Kultivari
Mnogi kultivari crvene i bele ribizle su dostupni za uzgoj od specijalizovanih uzgajivača. Sledeći su dobili Nagradu za baštenske zasluge Kraljevskog hortikulturnog društva:
- ‘Džonkir van Tets’[9]
- ‘Crveno jezero’[10]
- ‘Stanca’[11]
- ’Beli grozd’[12] (bela ribizla)

## Kulinarska upotreba
Sa zrelošću, pikantan ukus voća crvenе ribizlе postaje nešto veći od njegovog srodnika crne ribizle, mada sa približno istom slatkoćom. Varijanta sa belim plodovima, koja se često naziva i bela ribizla, ima isti ukus, ali je slađa. Iako se često uzgaja za džemove i kuvana jela, slično beloj ribizli, često se poslužuje sirovo ili kao jednostavan dodatak u salatama, garnišima, ili sezonskim pićima.
U Ujedinjenom Kraljevstvu, crvena ribizla je začin koji se često služi uz jagnjetinu, divljač, uključujući jelensko meso, ćuretinu i guščetinu u prazničnom ili nedeljnom pečenju. To je u osnovi džem i pravi se na isti način dodavanjem crvene ribezle u šećer, i ključanjem.
U Francuskoj se priprema visoko razređeni i ručno izrađena Bar-le-dik ili Lorenski žele, koji je namazani preparat koji se tradicionalno pravi od bele ribizle ili alternativno crvene ribizle. Semenke se ručno vade s gusjim perom, pre kuvanja.
U Skandinaviji i Šlezvig-Holštajnu često se koristi u voćnim supama i letnjim pudinzima. U Nemačkoj se takođe koristi u kombinaciji sa kremom ili melanžom kao nadev za pogačice. U Lincu u Austriji se najčešće koristi kao punjenje za Lincer torte. Može se konzumirati u svom svežem stanju bez dodavanja šećera.
U Lincu, Austrija, to je najčešće korišćeni punilac za Lincer tortu. Može se uživati u svežem stanju bez dodavanja šećera.
U oblastima nemačkog govornog područja, sirup ili nektar dobijen od crvene ribizle se dodaje u gaziranu vodu i uživa kao osvežavajući napitak po imenu Johanisbiršorl. Nazvan je tako jer se kaže da crvena ribizla (Johannisbeeren, na nemačkom „Jovanova bobica”) sazreva prva na dan Svetog Jovana, takođe poznat kao sredine leta, 24. jun.
U Rusiji je crvena ribizla sveprisutna i koristi se u džemovima, konzervama, kompotima i desertima. Takođe se koristi za pravljenje kiselja, slatkog zdravog napitka od svežeg bobica ili voća (kao što su crvena ribizla, trešnja, brusnica). Listovi imaju mnoge upotrebe u tradicionalnoj medicini, kao što je pravljenje infuza sa crnim čajem. Takođe, biljke su uzgajane u ruskim manastirskim baštama u 11. veku.

## Ishrana i fitohemikalije
U posluženju od 100 grama, crvene ribizle (ili bele) pružaju 56 kalorija i bogat su izvor vitamina C, dajući 49% dnevne vrednosti (DV u tabeli). Vitamin K je jedini drugi esencijalni nutrijent sa znatnim sadržajem od 10% DV (tabela).

### Fitohemikalije
Plodovi crvene ribizle poznati su po pikantnom ukusu, što je karakteristika koju pruža relativno visok sadržaj organskih kiselina i mešovitih polifenola. Čak 65 različitih fenolnih jedinjenja mogu doprineti adstrigentnim svojstvima crvene ribezle, pri čemu se ovi sadržaji povećavaju tokom poslednjeg meseca zrenja. Dvadeset i pet pojedinačnih polifenola i drugih fitokemikalija koje sadrže azot sa adstrigentnim profilom ukusa izolovano je iz soka crvene ribizle.

## Literatura
- Brennan, Rex M. (1996). „Currants and Gooseberries”.  Ур.: Janick, Jules; Moore, James N. Fruit Breeding. II: Vine and small fruits. Wiley. стр. 191—298. ISBN 978-0-471-12670-6.
- Brennan, Rex M. (2008). „Currants and gooseberries” (PDF).  Ур.: Janick, Jules; Paull, Robert E. The Encyclopedia of Fruit and Nuts. CABI. ISBN 978-0-85199-638-7.
- Brennan, R. M. (2008). „Currants and Gooseberries”.  Ур.: Hancock, Jim F. Temperate Fruit Crop Breeding: Germplasm to Genomics. Springer Science & Business Media. стр. 177—196. ISBN 978-1-4020-6907-9. doi:10.1007/978-1-4020-6907-9_6.
- Brennan, R M;  . (2014). „Berries: Currants and gooseberries”.  Ур.: Dixon, Geoffrey R.; Aldous, David E. Horticulture: Plants for People and Places, Volume 1: Production Horticulture. Springer. стр. 313—317. ISBN 978-94-017-8578-5.
- Byng, James W. (2014). „Saxifragales”. The Flowering Plants Handbook: A practical guide to families and genera of the world. Plant Gateway Ltd. стр. 156—166. ISBN 978-0-9929993-1-5.
- Christenhusz, Maarten J. M.; Fay, Michael F.; Chase, Mark W. (2017). „Saxifragales”. Plants of the World: An Illustrated Encyclopedia of Vascular Plants. University of Chicago Press. стр. 231—244. ISBN 978-0-226-52292-0.
- Kubitzki, Klaus, ур. (2007). Flowering Plants. Eudicots: Berberidopsidales, Buxales, Crossosomatales, Fabales p.p., Geraniales, Gunnerales, Myrtales p.p., Proteales, Saxifragales, Vitales, Zygophyllales, Clusiaceae Alliance, Passifloraceae Alliance, Dilleniaceae, Huaceae, Picramniaceae, Sabiaceae. The Families and Genera of Vascular Plants. IX. Springer. ISBN 978-3-540-32219-1.
- Weigend, M (2007). Grossulariaaceae. стр. 168—176., in Kubitzki (2007)
- Messinger, Wes (1995). Molecular Systematic Studies in the Genus Ribes (Grossulariaceae) (Теза). Department of Botany and Plant Pathology, Oregon State University.
- Angiosperm Phylogeny Group IV (2016). „An update of the Angiosperm Phylogeny Group classification for the orders and families of flowering plants: APG IV”. Botanical Journal of the Linnean Society. 181 (1): 1—20. doi:10.1111/boj.12385 .
- Berger, A (1924). „A taxonomic review of currants and gooseberries”. Bulletin of the New York State Agricultural Experiment Station (109): 1—118.
- Christenhusz, Maarten JM; Byng, J. W. (2016). „The number of known plants species in the world and its annual increase”. Phytotaxa. Magnolia Press. 261 (3): 201—217. doi:10.11646/phytotaxa.261.3.1 .
- Hummer, Kim E.; Barney, Danny L. (2002). „Crop Reports: Currants” (PDF). HortTechnology. 12 (3): 377—387. doi:10.21273/HORTTECH.12.3.377 .
- Janczewski, Edward (1907). „Monographies des groseilliers, Ribes L.”. Mémoires de la Société de Physique et d'Histoire Naturelle de Genève. 35: 199—517.
- Messinger, Wes; Hummer, Kim; Liston, Aaron (1999). „Ribes (Grossulariaceae) phylogeny as indicated by restriction-site polymorphisms of PCR-amplified chloroplast DNA”. Plant Systematics and Evolution. 217 (3–4): 185—195. JSTOR 23643670. S2CID 20696263. doi:10.1007/BF00984364.
- Schultheis, Lisa M.; Donoghue, Michael J. (1. 1. 2004). „Molecular Phylogeny and Biogeography of Ribes (Grossulariaceae), with an Emphasis on Gooseberries (subg. Grossularia)” (PDF). Systematic Botany. 29 (1): 77—96. S2CID 85938994. doi:10.1600/036364404772974239. Архивирано из оригинала (PDF) 27. 06. 2021. г. Приступљено 20. 05. 2023.
- Senters, Anne E.; Soltis, Douglas E. (2003). „Phylogenetic Relationships in Ribes (Grossulariaceae) Inferred from ITS Sequence Data”. Taxon. 52 (1): 51—66. ISSN 0040-0262. JSTOR 3647301. doi:10.2307/3647301.
- Sinnott, Quinn P. (1985). „A revision of Ribes L. subg. Grossularia (Mill.) Pers. sect. Grossularia (Mill.) Nutt. (Grossulariaceae) in North America”. Rhodora. 87 (850): 189–286. ISSN 0035-4902. JSTOR 23314591.
- Weigend, Maximilian; Mohr, Oliver; Motley, Timothy J. (1. 8. 2002). „Phylogeny and classification of the genus Ribes (Grossulariaceae) based on 5S-NTS sequences and morphological and anatomical data”. Botanische Jahrbücher. 124 (2): 163—182. doi:10.1127/0006-8152/2002/0124-0163.
- Morin, Nancy R (2008). „Ribes Linnaeus”. Flora of North America vol. 8. New York: Oxford University Press. стр. 8, 9, 10, 44. Приступљено 12. 11. 2019.
- „Currant”.  (на језику: енглески) (11 изд.). 1911.
- „Introduction to blackcurrant”. FruitGateway. Aberdeen: The James Hutton Institute. Архивирано из оригинала 22. 12. 2019. г. Приступљено 20. 05. 2023.
- Entry on Ribes at Mark Rieger's UGa fruit crops site

## Spoljašnje veze
- Mediji vezani za članak Ribes rubrum na Vikimedijinoj ostavi